# NGC 731
NGC 731 is een elliptisch sterrenstelsel in het sterrenbeeld Walvis. Het hemelobject werd op 10 januari 1785 ontdekt door de Duits-Britse astronoom William Herschel.

## Synoniemen
- NGC 757
- PGC 7118
- MCG -2-5-73